# 杨木林站
杨木林站是一个京哈线上的铁路车站，位于吉林省四平市郊区，建于1919年，目前为四等站，邮政编码为136000。目前客运：办理旅客乘降；不办理行李、包裹托运；不办理货运营业。